# Anton Coppola
Anton Coppola (ur. 21 marca 1917 w Nowym Jorku, zm. 9 marca 2020 tamże) – amerykański kompozytor operowy, dyrygent. Stryj znanego reżysera Francisa Forda Coppoli, pisarza Augusta Coppoli i aktorki Talii Shire, stryjeczny dziadek Nicolasa Cage’a, Sofii Coppoli, Gian-Carla Coppoli, Jasona Schwartzmana i Roberta Schwartzmana oraz brat kompozytora filmowego Carmine Coppoli.

## Życiorys
Anton Coppola karierę zaczął w 1925 roku w wieku ośmiu lat z Chórze Dziecięcym Metropolitan Opera. Pełnił funkcję kapelmistrza armii amerykańskiej podczas II wojny światowej oraz był dyrygentem w Radio City Music Hall i dyrektorem Departamentu Symfonicznego i Operowego obu Departamentów w Manhattan School of Music. W 1964 roku uzyskał tytuł licencjata, a rok później w 1965 roku tytuł magistra na Manhattan School of Music i otrzymał doktoraty honoris causa na University of Tampa i Quinnipiac University w Connecticut.
Pierwszą żoną Antona Coppoli była Marion Jane Miller, tancerka baletowa, z którą miał córkę Susan Marion (1943-2008). Małżeństwo to zakończyło się rozwodem w 1950 roku. W tym samym roku ożenił się z Almarindą Drago, również tancerką baletową, z którą ma dwoje dzieci: Lucia i Bruno Coppola.

## Działalność muzyczna
W życiu zawodowym Anton Coppola skomponował wiele koncertów wiolonczelowych, symfonii oraz Sacco and Vanzetti, operę w języku włoskim i angielskim o imigrantach włoskich Sacco i Vanzetti. W latach 50. i 60., Anton Coppola był reżyserem musicali na Broadwayu, w tym Silk Stockings, Bravo Giovanni i The Boy Friend. Dyrygował podczas nagrywania ścieżek dźwiękowych do Ojca chrzestnego III i Drakuli. Prowadził również musical Rycerskość wieśniacza w Teatro Massimo of Palermo.
Zadebiutował z New York City Opera w 1965 roku, prowadząc prapremierę Jacka Beesona Borden Lizzie i prowadził spektakle takie jak Carmen (z Beverlym Wolffem, Richardem Cassillym i Normanem Treiglem), La Traviata, Cyrulik sewilski i Madama Butterfly. W 1970 roku w Seattle Opera prowadził prapremierę Carlisle Floyd Myszy i Faceci.
Anton Coppola został uhonorowany nagrodą za całokształt twórczości od Fundacji Pucciniego i uznanych przez włoski rząd za musicale: Cavaliere, Gran Ufficiale. Obecnie jest Maestro Opery Tampa.
Coppola współpracował z Royal Opera Orchestra i sopranistką Angelą Gheorghiu w czasie nagrań dzieł Pucciniego.